# Retrato de Francesco Maria della Rovere (Giorgione)
Retrato de Francesco Maria della Rovere es un cuadro atribuido al pintor Giorgione, realizado hacia 1502, que se encuentra en el Museo de Historia del Arte de Viena de Austria.

## Descripción de la obra
El retrato es una pintura al óleo sobre tabla transferida a lienzo (73x64 cm) que representa al después condottiero y Duque de Urbino Francesco Maria della Rovere.
Después de pasar por la colección ducal de los Urbino y la de Bartolomeo della Nave en Venecia, llegó a ser propiedad de Leopoldo Guillermo de Austria a partir de 1659 y, por herencia, pasó a Leopoldo I, emperador del Sacro Imperio, terminando en el museo de las colecciones de los Habsburgo de Viena.
El personaje es retratado de medio cuerpo con un casco brillante, símbolo de su futuro militar. El casco, adornado con una estilizada corona de laurel en bronce dorado, es particularmente interesante por los efectos de brillo y la reflexión sobre su superficie como en un espejo en el que puede verse un pequeño retrato del joven.
Esto testimonia el interés en la zona del Véneto en los estudios de refracción y juegos de luz.